# Airspeed Consul
Airspeed Consul — британский лёгкий двухмоторный пассажирский самолёт, выпускавшийся после Второй мировой войны. Переделка предыдущей модели, учебных Airspeed Oxford.

## История
В 1937 году выпускавшийся с 1934 года гражданский восьмиместный авиалайнер AS.6 Airspeed Envoy был переделан в учебный  AS.10 Airspeed Oxford, массово выпускавшийся в последующие годы (8586 штук) и использовавшийся ВВС нескольких стран в рамках т.н. Плана по обучению лётного состава в Британском Содружестве (British Commonwealth Air Training Plan).
Начиная с 1946 года, 162 "Оксфорда", переоснащались на заводе в Портсмуте для гражданского использования (второй прототип, G-AEHF остался у компании Airspeed).. Новая модель именовалась "Consul". Кроме того, компания Airspeed выпустила комплект для самостоятельной переделки этой модели в пассажирские самолёты.

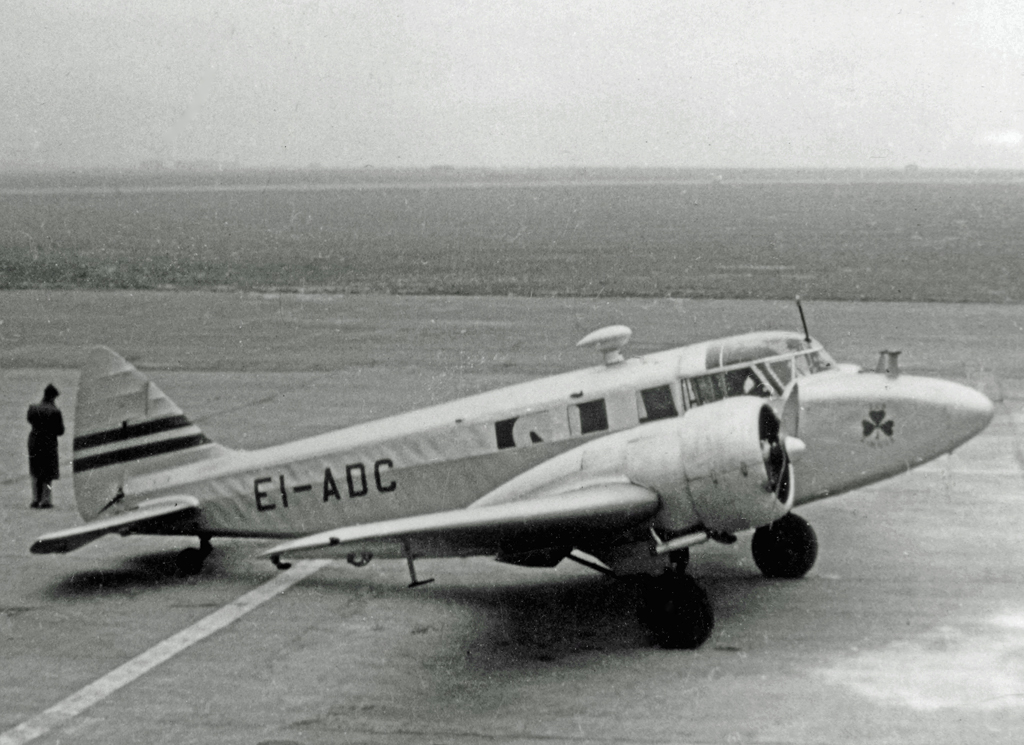
Airspeed Consul ирландской авиакомпании Aer Lingus в ливерпульском аэропорту, 1949 год.

"Консул" использовался для регулярных и чартерных пассажироперевозок небольшими авиакомпаниями Великобритании, а также в Бельгии, Исландии, Ирландии, Мальте, Восточной Африке и Канаде, и был первым типом самолёта, которым была оснащена Malayan Airways, предшественник Singapore Airlines и Malaysia Airlines. Некоторые самолёты использовались крупными компаниями в качестве служебных.
Однако, на скоротечность карьеры повлияли как, деревянный силовой набор конструкции, интенсивное использование в военное время, не самое простое обслуживание и небольшая вместимость (6 мест). Многие из гражданских переделок были куплены ВВС различных стран; самолёт служил в качестве VIP-транспорта в военно-воздушных силах Великобритании, Канады и Новой Зеландии, ранее имевших "Оксфорд". В 1949 году ВВС Израиля приобрели ряд гражданских самолётов и переделали их обратно в учебные. Они использовались в 141-й эскадрилье до 1957 года, через год после того, как от "Оксфордов" отказались британские Королевские ВВС.
Хотя несколько самолётов типа Oxford сохранились, "Консулу" не настолько повезло. G-AIKR ранее служивший детской игровой площадкой, принадлежит Канадскому музею авиации; ныне его  арендует Королевский музей ВВС Новой Зеландии, где его восстанавливают в варианте "Оксфорд". По состоянию на 2003 год, ещё один самолёт Airspeed Consul (VR-SCD) обнаружен в Сингапуре, где хранился в разобранном виде.

## Эксплуатанты

### Гражданские
Великобритания

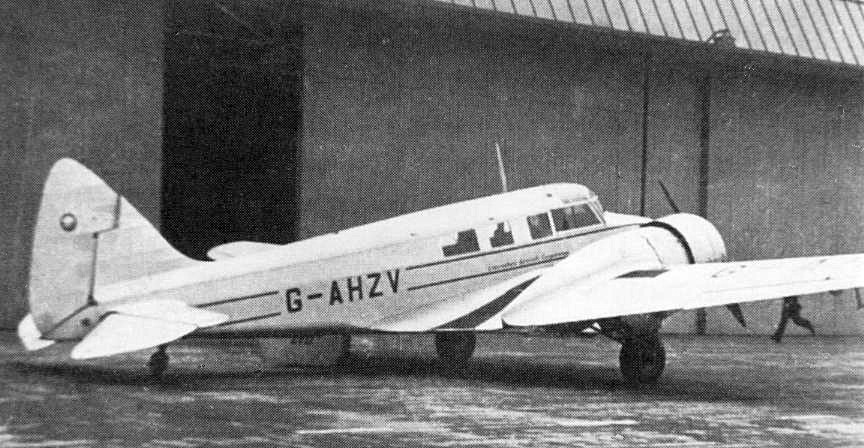
Airspeed Consul компании Lancashire Aircraft Corporation в аэропорту Манчестера перед вылетом на аэродром RAF Northolt, 1950 год.

- Министерство гражданской авиации: авиаотряд для экзаменов пилотов и калибровки радиооборудования.[4]
- Министерство снабжения, использовались для испытаний двигателей компанией Alvis
- Air Charter
- Air Enterprises – 7 самолётов базировались на Кройдон.[4]
- Air Kruise[5]
- Airspan Travel
- Atlas Aviation – 4 самолёта, Элстри.[4]
- Britavia[5]
- British Air Transport[5]
- British Aviation Services – 4, Блэкбуш.[4]
- British Overseas Airways Corporation (учебное звено BOAC)[5]
- British South American Airways[5]
- Cambrian Airways[5]
- Chartair[5]
- Guernsey Air Charter[5]
- Hornton Airways – 3 самолёта, аэропорт Гэтвик.[4][5]
- International Airways[5]
- Lancashire Aircraft Corporation[5]
- Mercury Air Services[5]
- Morton Air Services[5]
- Northern Air Charter[5]
- Olley Air Services[5]
- Patrick Laing Air Services[5]
- Portsmouth Aviation[5]
- Pullman Airways[5]
- Silver City Airways[5]
- Scottish Aviation[5]
- Solar Air Services
- Southern Airways[5]
- Stiener Air Services – 6 самолётов, аэропорт Спеке[4][5]
- Transcontinental Air Services[5]
- Transair Ltd – 5 самолётов, Кройдон.[5][5]
- Westminster Airways – 7 самолётов, Элстри.[4][5]

 Бирма
- Union of Burma Airways – 4 (1947)[5]

 Исландия

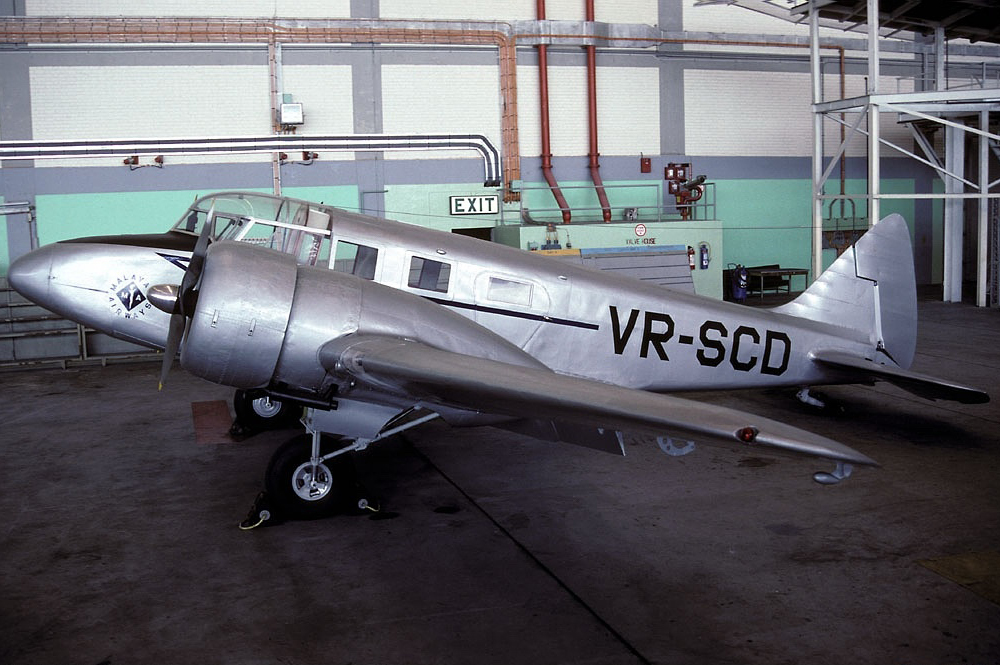
Самолёт Consul в восстановленной окраске компании Malayan Airways, Сингапур.

- Flugfedir – 1 (январь 1951 года), разбился в катастрофе в апреле того же года[5]

 Индия
- Airways (India) – 2 (1947) [5]

 Ирландия
- Aer Lingus – 2 (1947)[5]

 Израиль
- El Al – 1 самолёт, полученный в 1953 году, использовался для обучения экипажей.[5]

 Италия
- Soc Transports Aerei Mediterranei (STAM) – 3 самолёта, 1955–56[5]

 Иордания
- Arab Airways Association – 1 арендованный, 1951[5]
- Air Jordan – 7 самолётов, 1950–51[5]

 Малайя
- Malayan Airways – 3 самолёта (1947)[5]

 Кения
- East African Airways – 1 получен в 1954 г.[5]

 Мальта
- Air Malta[5]
- Malta Airways[5]

 Южно-Африканский Союз
- Commercial Air Services – 1 самолёт (1949).[5]
- Natal Airlines – 4 самолёта (1955).[5]
- Silver Flight – 1 (1947).[5]

 Испания
- Iberia – 3 самолёта, первый получен в 1952 году.[5]

 Швеция
- Aero Nord Sweden – 1 (получен от Aeropropaganda) в 1953 году.[5]
- Aeropropaganda – 2 (1950–51).[5]
- Nordisk Air Transport – 1 (1951).[5]
- Transair Sweden – 1 (от Nordisk Air Transport), 1951.[5]

 Танганьика
- United Air Services – 3 самолёта получены в 1947–48 гг.[5]

 ООН
- 5 арендованных самолётов использовались Комиссией ООН в Израиле в период 1947–49 гг.[4][5]

### Военные
Аргентина
- ВВС Аргентины – 10 самолётов получены в 1947 году.[6][7]

 Бельгийское Конго
- Force Publique – 6 самолётов получены в 1949 году.[7]

 Бирма
- ВВС Бирманского Союза – 9 (с 1949–50).[7]

 Израиль
- ВВС Израиля – 11 (1949–59).[7]

 Новая Зеландия
- Королевские ВВС Новой Зеландии – 6 переделаны компанией De Havilland Aircraft of New Zealand в начале 1950-х гг..[8]

 Турция
- ВВС Турции – 2 самолёта с 1946 г. использовались Связной авиагруппой как VIP-транспорт.[7]

## Тактико-технические характеристики
Источник данных: British Civil Aircraft since 1919 

Технические характеристики
- Экипаж: 1
- Пассажировместимость: 6 пассажиров
- Длина: 10,77 м
- Размах крыла: 16,26 м
- Высота: 3,38 м
- Площадь крыла: 32,3 м²
- Масса пустого: 2749 кг
- Максимальная взлётная масса: 3750 кг
- Силовая установка: 2 × дизельные Armstrong Siddeley Cheetah 10
- Мощность двигателей: 2 × 395 л. с. (2 × 182 кВт)

Лётные характеристики
- Максимальная скорость: 306 км/ч
- Крейсерская скорость: 251 км/ч
- Практическая дальность: 1450 км
- Практический потолок: 5800 м
- Скороподъёмность: 6 м/с

## Аварии и катастрофы
(список не полный)
- 29 апреля 1947 года – G-AIOZ (Milburnair Limited) разбился у Ботли-Хилл, Лимпсфилд, не долетев до аэродрома Кройдон, погибло 2 человека.
- 11 февраля 1949 года – арендованный ООН у Air Enterprises самолёт G-AGVY (первый из переделанных), разбился близ Джеззина, Ливан, 2 человека погибло (пилот и радист).
- 15 июня 1950 года – у UB340 (ВВС Бирманского Союза) во время демонстрационного полёта под крылом взорвалась ракета, погиб начштаба авиации.
- 12 апреля 1951 года – TF-RPM (Flugferdir H/F) во время полёта из Кройдона в Исландию разбился у Хоуден-Мур, Йоркшир, погибло 3.
- 11 декабря 1951 года – NZ1902 новозеландских ВВС врезался в гору Руапеху.
- 14 июня 1952 года – G-AHFT (Morton Air Services) из-за отказа двигателя упал в Ла-Манш, 6 человек погибло.